# モネジーリオ
モネジーリオ（伊: Monesiglio）は、イタリア共和国ピエモンテ州クーネオ県にある、人口約600人の基礎自治体（コムーネ）。

## 地理

### 位置・広がり

#### 隣接コムーネ
隣接するコムーネは以下の通り。
- カメラーナ
- ゴッタセッカ
- モンバルカーロ
- プルネット

#### 地震分類
イタリアの地震リスク階級 (it) では、3s に分類される
。

## 行政

### 分離集落
モネジーリオには、以下の分離集落（フラツィオーネ）がある。
- Bertole, Lisini, Noceto Sottano, Noceto Soprano, Vaglio